# 1921-es sakkvilágbajnokság
 Ez a cikk a sakkjátszmák algebrai lejegyzését alkalmazza.
Az 1921-es sakkvilágbajnokság José Raúl Capablanca és Emanuel Lasker között zajlott 1921. március 15. – április 28. között Havannában. A mérkőzés Capablanca 9–5 arányú vezetésénél (+4 -0 =10) ért véget, amikor Lasker egészségi állapotára hivatkozva feladta azt. Ezzel Capablanca párosmérkőzésen is megvédte Lasker 1920-as formális lemondása révén játék nélkül rászállt világbajnoki címét.

## Előzmények
Emanuel Lasker 1894-ben szerezte meg a világbajnoki címet, miután az addigi címvédő Wilhelm Steinitzet  10–5-re legyőzte. Címét az 1896/97-ben játszott visszavágón elért fölényes 10–2-es győzelmével védte meg.  1907-ben került sor Frank Marshallal vívott világbajnoki mérkőzésére, amelyet 8–0 arányban megnyert, ezzel másodszor is megvédte címét. Harmadszori címvédésére 1908-ban került sor, amikor Siegbert Tarrasch ellen 8–3 arányban győzött. 1910-ben két alkalommal is sor került világbajnoki párosmérkőzésre: először január–februárban Carl Schlechter ellen mérkőzött, akivel 5–5 arányú döntetlent ért el, és a döntetlen a világbajnok számára a cím megvédését jelentette, másodszor november–decemberben, amikor David Janowski ellen győzött 8–0 arányban.
Először 1908-ban vetődött fel egy Lasker–Capablanca világbajnoki párosmérkőzés gondolata, de Lasker ettől elhatárolódott. Capablanca hivatalosan először 1911-ben, a minden idők egyik legerősebb nagymesterversenyének számító San Sebastianban rendezett nagymesterverseny megnyerése után hívta ki párosmérkőzésre a regnáló világbajnok Laskert, aki azonban olyan feltételeket támasztott, amelyek nem voltak számára elfogadhatóak. Ezt a véleményét egy nem kellően diplomatikusan fogalmazott levélben Lasker tudtára is adta. Különösen azt a pontot kifogásolta, amely szerint a világbajnoki cím megszerzéséhez két pont előnnyel kell nyerni a mérkőzést.
1912-ben Akiba Rubinstein kívánt megmérkőzni a világbajnoki címért, mely mérkőzés időpontját a hosszúra nyúlt előzetes tárgyalások után 1914-re tűzték ki. Az első világháború kitörése miatt ez a mérkőzés elmaradt.
Az első világháború befejeződését követően Lasker és Capablanca megegyeztek abban, hogy 1920-ban egy világbajnoki párosmérkőzés keretében mérik össze erejüket. Capablanca kérte a mérkőzés következő évre halasztását, Lasker ekkor korára és egészségi állapotára tekintettel lemondott világbajnoki címéről a kubai javára. A közvélemény nyomására, és a kubai sakkbarátok által összegyűjtött 20000 dolláros díjalap felajánlásának eredményeként Lasker beleegyezett abba, hogy 1921-ben Havannában mégis megmérkőzik Capablancával. Hivatalosan ezen a mérkőzésen már Capablanca számított világbajnoknak, és Lasker a kihívónak.
A mérkőzésre 1921. március–áprilisban Havannában került sor. A mérkőzés kezdetén már 1919. április óta Capablanca állt a világranglista élén, Lasker ekkor már régen nem játszott, ezért nem is jegyezték a listán. A mérkőzés után visszakerült a ranglista 2. helyére. .
A világbajnoki mérkőzés előtt öt játszmát játszottak egymással. Hármat az 1914-es szentpétervári versenyen, itt még Lasker előnye látszott, mert 1 játszmát nyert 2 döntetlen mellett, az 1915-ös New York Masters versenyen azonban már mindkettőt Capablanca nyerte, így összességében 3–2 volt a javára (+2 -1 =2).

## A párosmérkőzés
A párosmérkőzés feltételeiről még 1920-ban megegyeztek. Eszerint legfeljebb 24 játszmára kerül sor, és az nyer, aki előbb ér el 12,5 pontot, vagy 8 győzelmet. 12–12 esetén a világbajnok – aki Lasker korábbi lemondása miatt hivatalosan ekkor Capablanca volt – megtartja címét. Egy óra alatt 15 lépést kellett megtenni, egy játszmában 4 óra játék után legalább 3 órás szünetet kellett tartani, majd még két órán keresztül folytatódhatott aznap a játszma. Egy héten öt napon lehetett játszani, függőjátszmák másnapi befejezése esetén aznap új játékra már nem kerülhetett sor. A díjalap 20000 dollár volt, amelyből Lasker 11000, Capablanca 9000 dollárban részesült, emellett a mérkőzés győztese további 3000, vesztese 2000 dollárt kapott.
A mérkőzés 1921. március 15-én kezdődött Havannában a Gran Casino de la Playában. Lasker nem volt képes megbirkózni Capablanca stílusával, és vélhetően a kubai klíma sem kedvezett játékának. Négy döntetlent követően Capablanca megnyerte az 5. játszmát. Ezután ismét négy döntetlen következett, majd a kubai két játszmát nyert egymás után. A 14. játszmát ismét Capablanca nyerte, ezt követően 4–0 (9–5) állásnál Lasker egészségi állapotára hivatkozva feladta a mérkőzést. A sakkvilágbajnokságok történetében a mai napig ez a mérkőzés az egyetlen, amely idő előtt fejeződött be.

### Az eredménytábla
|                            | 1 | 2 | 3 | 4 | 5 | 6 | 7 | 8 | 9 | 10 | 11 | 12 | 13 | 14 | Győzelem | Pont |
| -------------------------- | - | - | - | - | - | - | - | - | - | -- | -- | -- | -- | -- | -------- | ---- |
| José Raúl Capablanca Kuba  | ½ | ½ | ½ | ½ | 1 | ½ | ½ | ½ | ½ | 1  | 1  | ½  | ½  | 1  | 4        | 9    |
| Emanuel Lasker Németország | ½ | ½ | ½ | ½ | 0 | ½ | ½ | ½ | ½ | 0  | 0  | ½  | ½  | 0  | 0        | 5    |

### A mérkőzés játszmái
A párosmérkőzés 14 játszmája Capablanca elemzéseivel és az előzmények ismertetésével.
1. játszma Capablanca–Lasker ½–½ 50 lépés
Elhárított vezércsel ortodox védelem Capablanca-változat ECO D63
2. játszma Lasker–Capablanca ½–½ 41 lépés
Elhárított vezércsel, Barmen-változat ECO D37
3. játszma Capablanca–Lasker ½–½ 63 lépés
Spanyol megnyitás berlini védelem, Hedgehog-változat ECO C66
4. játszma Lasker–Capablanca ½–½ 30 lépés
Elhárított vezércsel ortodox védelem Rubinstein-változat ECO D61
5. játszma Capablanca–Lasker 1–0 46 lépés
Elhárított vezércsel ortodox védelem ECO D63
6. játszma Lasker–Capablanca ½–½ 43 lépés
Spanyol megnyitás berlini védelem, Hedgehog-változat ECO C66
7. játszma Capablanca–Lasker ½–½ 23 lépés
Elhárított vezércsel ortodox védelem ECO D64
8. játszma Lasker–Capablanca ½–½ 30 lépés
Szláv-védelem, Schallopp-védelem ECO D12
9. játszma Capablanca–Lasker ½–½ 21 lépés
Tarrasch-védelem, prágai változat ECO D33
10. játszma Lasker–Capablanca 0–1 68 lépés
Elhárított vezércsel ortodox védelem Rubinstein-változat ECO D61
11. játszma Capablanca–Lasker 1–0 48 lépés
|    | |    |    |    |    |    |    |
|    | \| \| \| \| \| \| \| \| \| \| \| \| \| \| \| \| \| \| \| \| \| \| \| \| \| \| \| \| \| \| \| \| \| \| \| \| \| \| \| \| \| \| \| \| \| \| \| \| \| \| \| \| \| \| \| \| \| \| \| \| \| \| \| \| \| \| \| \| \| \| \| \| |    |    |    |    |    |    |
|    | |    |    |    |    |    |    |
| a8 | b8 | c8 | d8 | e8 | f8 | g8 | h8 |
| a7 | b7 | c7 | d7 | e7 | f7 | g7 | h7 |
| a6 | b6 | c6 | d6 | e6 | f6 | g6 | h6 |
| a5 | b5 | c5 | d5 | e5 | f5 | g5 | h5 |
| a4 | b4 | c4 | d4 | e4 | f4 | g4 | h4 |
| a3 | b3 | c3 | d3 | e3 | f3 | g3 | h3 |
| a2 | b2 | c2 | d2 | e2 | f2 | g2 | h2 |
| a1 | b1 | c1 | d1 | e1 | f1 | g1 | h1 |

| a8 | b8 | c8 | d8 | e8 | f8 | g8 | h8 |
| a7 | b7 | c7 | d7 | e7 | f7 | g7 | h7 |
| a6 | b6 | c6 | d6 | e6 | f6 | g6 | h6 |
| a5 | b5 | c5 | d5 | e5 | f5 | g5 | h5 |
| a4 | b4 | c4 | d4 | e4 | f4 | g4 | h4 |
| a3 | b3 | c3 | d3 | e3 | f3 | g3 | h3 |
| a2 | b2 | c2 | d2 | e2 | f2 | g2 | h2 |
| a1 | b1 | c1 | d1 | e1 | f1 | g1 | h1 |

Elhárított vezércsel ortodox védelem ECO D63
1.d4 d5 2.Hf3 e6 3.c4 Hf6 4.Fg5 Hbd7 5.e3 Fe7 6.Hc3 O-O 7.Bc1 Be8 8.Vc2 c6 9.Fd3 dxc4 10.Fxc4 Hd5 11.Fxe7 Bxe7 12.O-O Hf8 13.Bfd1 Fd7 14.e4 Hb6 15.Ff1 Bc8 16.b4 Fe8 17.Vb3 Bec7 18.a4 Hg6 19.a5 Hd7 20.e5 b6 21.He4 Bb8 22.Vc3 Hf4 23.Hd6 Hd5 24.Va3 f6 25.Hxe8 Vxe8 26.exf6 gxf6 27.b5 Bbc8 28.bxc6 Bxc6 29.Bxc6 Bxc6 30.axb6 axb6 31.Be1 Vc8 32.Hd2 Hf8 33.He4 Vd8 34.h4 Bc7 35.Vb3 Bg7 36.g3 Ba7 37.Fc4 Ba5 38.Hc3 Hxc3 39.Vxc3 Kf7 40.Ve3 Vd6 41.Ve4 Ba4 42.Vb7+ Kg6 (42...Ve7 esetén 43.Vc6 nyer.) 43.Vc8 Vb4 44.Bc1 Ve7 45.Fd3+ Kh6 46.Bc7 Ba1+ 47.Kg2 Vd6 48.Vxf8+ 1-0
12. játszma Lasker–Capablanca ½–½ 31 lépés
Spanyol megnyitás berlini védelem, Hedgehog-változat ECO C66
13. játszma Capablanca–Lasker ½–½ 23 lépés
Elhárított vezércsel ortodox védelem ECO D63
14. játszma Lasker–Capablanca 0–1 56 lépés
Spanyol megnyitás berlini védelem, zárt Showalter-változat ECO C66